# Cold Lake (meer)

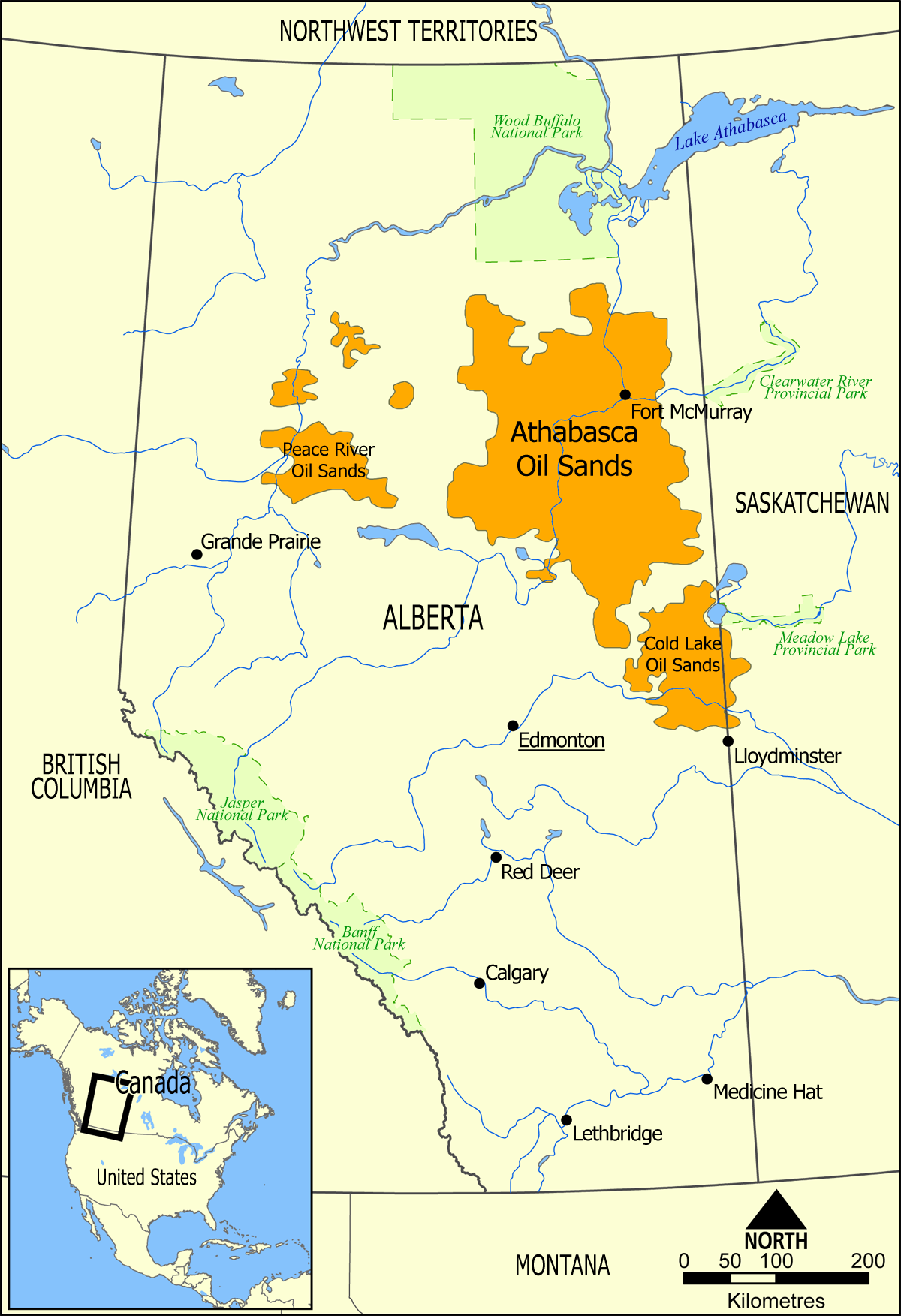
Teerzanden in Alberta, waaronder die van Cold Lake

Cold Lake is een ongeveer 373 km² groot meer gelegen op de grens van de Canadese provincies Alberta en Saskatchewan. Aan de zuidelijke oever, in noordoostelijk Alberta, ligt de gelijknamige stad en een belangrijke luchtmachtbasis, CFB Cold Lake.

## Cold Lake Provincial Park
Het Cold Lake Provincial Park in Alberta beslaat een gedeelte van de noordelijke en zuidelijke oevers van Cold Lake, waar het boreaal woud een broedplaats is voor talrijke vogelsoorten. Men kan in het provinciaal park onder meer kamperen, wandelen of skiën, vissen en zwemmen aan de monding van de Medley River.
15 km ten noorden van Cold Lake ligt het nog iets grotere Primrose Lake.

## Cold Lake Oil Sands
In de buurt van Cold Lake bevindt zich de Cold Lake Oil Sands Area (CLOSA), een van de drie grote teerzandgebieden in Alberta. De CLOSA bevat ongeveer 10 percent van de totale bitumenreserves in Alberta. De productie van bitumen groeide tussen 1998 en 2010 van ongeveer 380.000 naar 430.000 barrel per dag, en een maximale productie van 1 miljoen barrels per dag wordt verwacht vanaf circa 2025.